# Cal Nen del Carnisser
Cal Nen del Carnisser és un edifici del municipi de Sanaüja (Segarra) que forma part de l'Inventari del Patrimoni Arquitectònic de Catalunya.

## Descripció

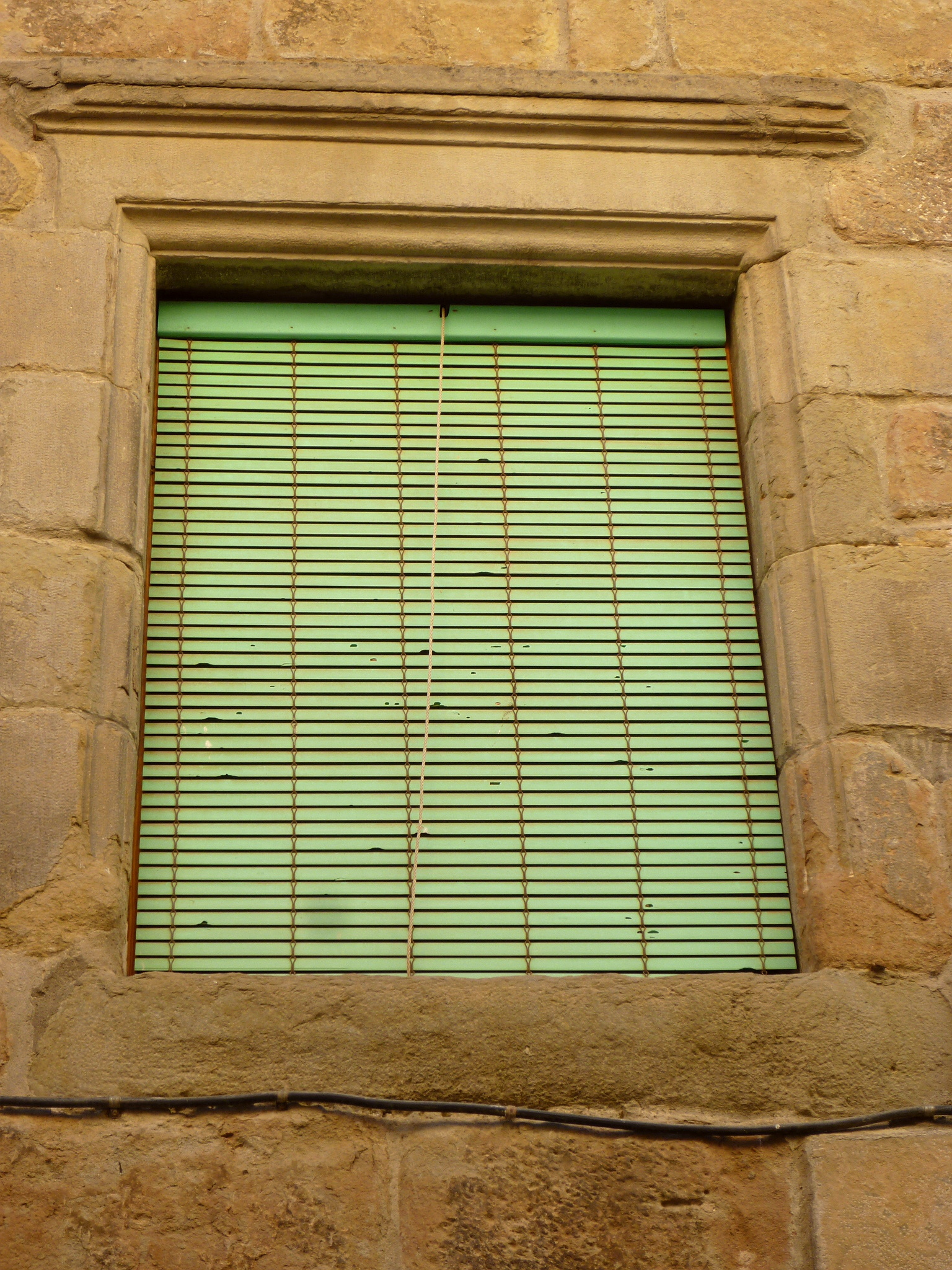
Finestra motllurada

És una casa situada a un dels carrers principals del nucli antic de Sanaüja, formada per planta baixa, dues plantes superiors i golfes, realitzada amb carreus regulars de mitjanes dimensions, exceptuant la part superior de la façana, la qual ha estat recentment restaurada aplicant un arrebossat superior amb ciment. A la planta baixa trobem la porta principal situada a la dreta de la façana amb llinda superior d'una sola peça motllurada, a la seva esquerra hi ha una finestra de petites dimensions amb la llinda i els brancals formats per blocs rectangulars de pedra picada.
La primera planta consta de dues obertures de grans dimensions, una finestra i un balcó, motllurats i amb guardapols motllurat. A la segona planta, col·locades simètricament amb les obertures inferiors, trobem dues finestres de mitjanes dimensions de llinda i emmarcades per carreus de pedra, destacant damunt l'actual arrebossat. Finalment, a les golfes trobem tres finestres quadrangulars i de petites dimensions a cada banda de la façana, totalment reformades.